# Xylariopsis fujiwarai
Xylariopsis fujiwarai là một loài bọ cánh cứng trong họ Cerambycidae.